# Köznevelési Regisztrációs és Tanulmányi Alaprendszer
A Köznevelési Regisztrációs és Tanulmányi Alaprendszer (a továbbiakban: KRÉTA) a fenntartó által üzemeltetett, az egyes intézmények által kezelt iskolaadminisztrációs rendszer, amelynek használatával lehetővé válik az intézmény tanügy-igazgatási, adminisztrációs és oktatásmenedzsment feladatainak hatékony ellátása, továbbá számos kiegészítő moduljával  segíti az intézmények és fenntartók munkáját Bevezetése fokozatosan történt, a 2016/2017-es tanévben csak próba jelleggel volt elérhető azokban az iskolákban, ahol az igazgatóság kérte az e-naplót. Viszont a 2017/2018-es tanévben már minden, állami fenntartású magyarországi iskolában kötelezővé tették.

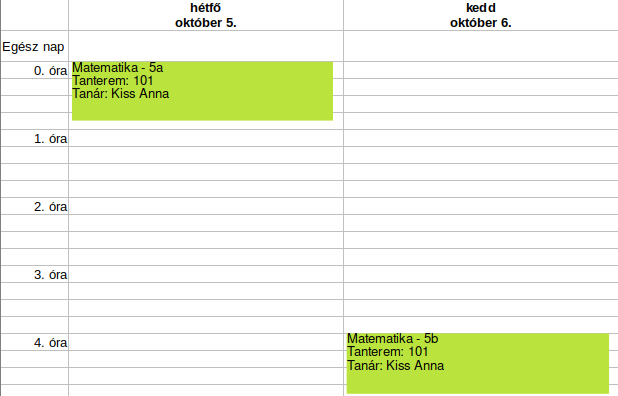
Egy a KRÉTA tanári felületéhez hasonló nézetű kép 2020. szeptember 30-án

A KRÉTA az egyetlen államilag jóváhagyott rendszer a Nemzeti Köznevelési Törvény 57. § (6) bekezdés alapján: „Az iskolai nyomtatványok - az év végi bizonyítvány és az állami vizsga teljesítéséről kiállított bizonyítvány kivételével - az oktatásért felelős miniszter, szakképesítést tanúsító bizonyítvány esetén a szakképzésért és felnőttképzésért felelős miniszter által jóváhagyott rendszer alkalmazásával, a személyiségi, adatvédelmi és biztonságvédelmi követelmények megtartásával elektronikus úton is elkészíthetők és tárolhatók. A bizonyítvány kiállításának alapjául szolgáló nyomtatványt ebben az esetben is elő kell állítani nyomtatott formában, és meg kell őrizni.” Az Nkt. alapján csak a KRÉTA elektronikus naplóban lehet a jogszabályoknak megfelelően elektronikus úton vezetni az osztály- és csoportnaplókat!

## Indulás és történet
Egy országosan központosított, egységes elektronikus napló ötlete évek óta tervezett volt. Az első nagyobb lépés 2013-ban történt, amikor a MAGISZTER nevű licencet vásárolta meg a magyar kormány, 543 000 000 Ft-ért. A fejlesztés azonban nem vált be. Ezután 2014-ben jött az ötlet, hogy a főiskolák és egyetemek által használt NEPTUN rendszert alakítsák át a teljes közoktatásra.   
Ezután bejelentették, hogy tesztüzemben ugyan, de elindítják a KRÉTA rendszert, teljes nevén a Neptun - Köznevelési Regisztrációs és Tanulmányi Alaprendszert. A próbaüzemhez 1584 intézmény csatlakozott. A 2017/2018-as tanévtől kötelezővé tették a KRÉTA használatát, minden tankerületi fenntartásban működő iskolában. 2019. márciusi adatok alapján 3561 köznevelési intézmény használja a KRÉTA rendszert.  
A  KRÉTA  rendszer  működését  több  infrastruktúra  biztosítja,  ami  napi több millió  hálózati  kérés  kiszolgálására alkalmas.  Az  állami  fenntartású intézmények   a   jogszabályokban   meghatározott   adatszolgáltatásait a rendszeren keresztül teljesítik. 
Az évek során több alternatív - gyakran diákok által fejlesztett - alkalmazás is megjelent az eredeti KRÉTA-ra épülve, ezek közül az egyik legismertebb és jelenleg is aktív a reFilc, mely egy másik ismert alkalmazás (a Filc Napló) folytatása. Ezek az alkalmazások igyekeznek kijavítani a KRÉTA rendszer hibát és használhatóbbá tenni azt első sorban a diákok, de a tanárok és szülők számára is. 
A KRÉTA rendszernek elérhető egy tájékoztató oldala, ahol a pedagógusok, a diákok és a szülők is megtanulhatják a program kezelését.

## Belépés
- Szülő / gondviselő: intézmény által generált belépési azonosító
- Tanuló
  - felhasználónév: oktatási azonosító
  - jelszó: születési dátum kötőjellel (pl. 2007-04-24) (A tanulók képesek módosítani a saját jelszavukat)

## Szolgáltatások

### Tanári és osztályfőnöki
- Tanóra könyvelése (tanóra típusa, időtartama, témája..., helyettesítések kezelése)
- Érdemjegyek kiosztása (évközi, félévi, év végi, modulzáró vizsga, negyedévenkénti, pótvizsga, osztályozó vizsga, különbözeti vizsga, beszámoltató vizsga)
- Évközi értékelések tipusai:
  - NA (nincs adat általában fekete)
  - Órai feladat (50%) ezüstszürke
  - Órai munka szürke
  - Szóbeli felelet zöld
  - Írásbeli röpdolgozat piros
  - Beszámoló világoszöld
  - Projektmunka világoskék
  - Házi feladat szürkéskék
  - Házi dolgozat türkizkék
  - Gyakorlati feladat sötétkék
  - írásbeli témazáró dolgozat (200%) piros félkövér betűvel
- Igazolások, igazolatlan órák, késések kezelése
- Házi feladat feljegyzése
- Tanmenetek megtekintése
- Tanított tanulók megtekintése
- Nem tanított tanulók megtekintése
- Órarenddel kapcsolatos tevékenységek (tanári órarend, terem - órarend, osztály - órarend)
- Figyelmeztetések, dicséretek kezelése
- Szakmai gyakorlat összesítése (csak osztályfőnök)
- Személyes adatok kezelése, létrehozása, módosítása (csak osztályfőnök)
- e-learning
- Letölthető vagy PDF állományban lementhető dokumentumok
- Elektronikus levél a diákkal és/vagy a szülővel

### Tanulói és szülői
- Személyes adatlap (személyes adatok)
- Érdemjegyek megtekintése
- Hiányzások megtekintése (igazolt, igazolatlan, függőben lévő)
- Késések megtekintése
- Órarend megtekintése
- Tanórák megtekintése (tanóra megtartója, dátuma, sorszáma, melyik napon tartott, helyettesítések)
- Feljegyzések (dicséretek, figyelmeztetések, felmentések)
- Osztályátlagok megtekintése (tanuló átlaga tantárgyanként jobb - rosszabb)
- Faliújság (hirdetések)
- Házi feladatok
- Statisztika (tantárgyankénti, személyes, megtekinthető az aktuális átlag, az értékelések darabszáma, hiányzások az adott óráról, összes hiányzás) - csak telefonos applikációnál

## Jelzések és elnevezések a KRÉTA-ban

### A KRÉTA több színnel jelöli az átlagokat
- Piros: Az átlag 2,00 alatti
- Szürke: Az átlag 2,00 feletti

A telefonos applikációnál piros, sárga és zöld színek jelölik a pillanatnyi tanulmányi átlagot.

### A KRÉTA a következő elnevezéseket használja az érdemjegyeknél
- 1 - Elégtelen
- 2 - Elégséges
- 3 - Közepes
- 4 - Jó
- 5 - Jeles

### A KRÉTA a következő elnevezéseket használja dicséret vagy figyelmeztetés beírásakor
- Szaktanári dicséret / figyelmeztetés; intés; megrovás
- Szakoktatói dicséret
- Szaktárgyi dicséret
- Gyakorlati oktatói figyelmeztetés
- Osztályfőnöki dicséret / figyelmeztetés; intés; megrovás
- Igazgatóhelyettesi dicséret / figyelmeztetés; intés; megrovás
- Intézményvezetői dicséret
- Igazgatói dicséret / figyelmeztetés; intés; megrovás; szigorú megrovás
- Nevelőtestületi dicséret / figyelmeztetés; intés; megrovás
- Nevelőtanári dicséret / figyelmeztetés; intés; megrovás
- Napközis nevelői figyelmeztetés
- Csoportnevelői dicséret / figyelmeztetés; intés; megrovás
- Diákönkormányzat - vezetői dicséret
- Közösségi szolgálat teljesítésével kapcsolatos adatok
- Figyelmeztetés bukásra állásról
- Figyelmeztetés gyenge tanulmányi eredményről
- Tájékoztatás
- Általános tanulmányi dicséret
- Baleset
- Dicséret
- Fegyelmi
- Egészségügyi
- Felszereléshiány
- Házi feladat hiány
- Javítóvizsga
- Osztályozó vizsgára való kiírás
- Kimaradás
- Határozat
- Szakmai mentesség (nem hivatalos)
- Szakmai gyakorlaton nem vesz részt (határozat)
- Félévi / év végi / I., II., III., IV. negyedéves bizonyítványban megjelenő tantestületi feljegyzés, határozat (dicséret, felmentés stb.)
- Törzslapon megjelenő egyéb feljegyzés vagy határozat
- Feljegyzések a személyi adatok megváltozásához (törzslapon megjelenik)
- Áthelyezés másik osztályba, tanulócsoportba vagy iskolába (fegyelmi büntetés)
- Áthelyezés másik szobába, tanulócsoportba (fegyelmi büntetés)
- Meghatározott kedvezmények, juttatások csökkentése, megvonása (fegyelmi büntetés)
- Megrovás (fegyelmi büntetés)
- Szigorú megrovás (fegyelmi büntetés)
- Eltiltás az adott iskolában a tanév folytatásától (fegyelmi büntetés)
- Kizárás (fegyelmi büntetés)
- Kizárás az iskolából (fegyelmi büntetés)
- Első figyelmeztetés késések miatt
- Figyelmeztetés közösségi programról való távolmaradás miatt
- Intézményvezetői figyelmeztetés
- Intézményvezetői intés
- Intézményvezetői megrovás
- Szaktanári tanulmányi figyelmeztetés
- Tagozatvezetői figyelmeztetés
- Kollégiumvezetői dicséret
- Tagozatvezetői intés
- Kollégiumvezetői figyelmeztetés
- Kollégiumvezetői intés
- Szakoktatói figyelmeztetés

A KRÉTA rendszerben immár 250-féle módon lehet dicséretet és figyelmeztetést kapni.

### A következő értékelési módok érdemjegyeinek színe érdemjegytől függ
- Modulzáró vizsga
- Pótvizsga
- Különbözeti vizsga
- Pótló vizsga
- Osztályozó vizsga
- Beszámoltató vizsga

## Példák
Példaként egy jegy beírása:
| Tantárgy                                         | Értékelés | Az értékelés témája     | Tanár      | Az értékelés típusa   | Az értékelés formája                                          | Az értékelés módja         | Az értékelés súlya | Az értékelés dátuma | Rögzítve      |
| ------------------------------------------------ | --------- | ----------------------- | ---------- | --------------------- | ------------------------------------------------------------- | -------------------------- | ------------------ | ------------------- | ------------- |
| Biológia - Egészségtan                           | Jó (4)    | Az emberi test          | Nagy Simon | Évközi jegy/értékelés | Elégtelen (1) és Jeles (5) között az öt alapértelmezett érték | Írásbeli röpdolgozat       | 100%               | 2019. 01. 17.       | 2019. 01. 20. |
| Történelem, társadalmi és állampolgári ismeretek | Jeles (5) | A dualista Magyarország | Hát Izsák  | Évközi jegy/értékelés | Elégtelen (1) és Jeles (5) között az öt alapértelmezett érték | Írásbeli témazáró dolgozat | 200%               | 2020. 11. 11.       | 2020. 11. 15. |

## Fejlesztések
- 2013 – 543 000 000 Ft – Magiszter – licenc megvétele
- 2014 – Neptun átalakítása
- 2018 – KAFFEE: Köznevelés Állami Fenntartóinak Folyamat Egységesítése és Elektronizálása